# Claude Châtelain
Ne doit pas être confondu avec Claude Chastelain.
Claude Châtelain, né le 19 janvier 1922 à Seyssel en Haute-Savoie et décédé le 16 septembre 2014 à Metz-Tessy, est un curé et auteur français.

## Biographie
Claude Châtelain naît en 1922 à Seyssel,. Il entre dans les ordres et est ordonné prêtre en 1945. Il est également « aumônier d'hôpital spécialisé à Annecy ». Il officie dans les paroisses de Vallorcine, Praz-sur-Arly et Flumet.
Il effectue des recherches historiques sur les communes d'Abondance, de Bellevaux, de Chens-sur-Léman ou encore Flumet.
Dans sa série « les Cousins », Claude Châtelain aborde l'émigration savoyarde en Argentine du XIXe siècle à travers trois romans dans lesquels il décrit les différentes phases de cette migration.
En 2006, il obtient la « Plume de Vermeil » pour l'ensemble de son œuvre par la Société des auteurs savoyards (SAS), dont il est membre depuis la fin des années 1990.
Il décède le 16 septembre 2014 à Metz-Tessy.

## Ouvrages
- La fabuleuse odyssée de l'exil des Savoyards en Argentine
- Le collège Ste-Marie de La Roche-sur-Foron, Imp. Alpes La Roche-sur-Foron, 2003.
- Les carnets d'un curé de montagne, La Fontaine de Siloé, 1993.
- Histoire de la vallée de Bellevaux, Bellevaux-Vallon d’hier à aujourd’hui (1973) En collaboration avec Georges Baud (curé de Neuvecelle).

- Série « les Cousins » :
  - Les Cousins - La fabuleuse odyssée de l'exil des Savoyards en Argentine, Tome I, La Fontaine de Siloé, 1990.
  - Les Cousins - Les Savoyards de la pampa, Tome II, La Fontaine de Siloé, 1995.
  - Les Cousins - Le temps des retrouvailles, Tome III, La Fontaine de Siloé, 1999.